# 盘龙河
盘龙河是山东省的河流，源于莱芜区苗山镇，经古德范水库和杨家横水库，在钢城区辛庄镇西汇入辛庄河，辛泰铁路、青兰高速、莱钢大道、瓦日铁路和济莱高铁越过河上。